# 关麓古建筑群
关麓古建筑群位于中国安徽省黄山市黟县碧阳镇的国家历史文化名村、百佳摄影点关麓村。由汪氏家族的徽商建于明、清两代。其中包括兄弟八人所建的八座豪华住宅，相互连通，俗称“八大家”：
1. 春满庭：
2. 武亭山居
3. 涵远楼
4. 吾爱吾庐：老大汪令銮建于清咸丰年间。已单独列为安徽省文物保护单位。
5. 双桂书室
6. 门渠书室
7. 安雅书屋
8. 容膝易安

其中春满庭为祖屋，由徽商汪昭敩建于清乾隆年间，其他建筑大多建于太平天国战争以后。
关麓古建筑群以彩画、砖雕和门窗格扇著称。
2008年，关麓古建筑群公布为第五批黄山市文物保护单位。 